# Arthur Flemming
Arthur Sherwood Flemming (Kingston, New York, 1905. június 12. – Alexandria, Virginia, 1996. szeptember 7.) amerikai politikus, miniszter, intézményvezető, a társadalombiztosítás fontos alakja; a Nemzeti Egyházi Tanács elnöke és az USA polgárjogi bizottságának igazgatója.

## Tanulmányai
Édesapja Harry Hardwick Flemming bíró. 1927-ben az Ohiói Wesleyan Egyetemen diplomázott, 1934. december 14-én pedig feleségül vette Bernice Virginia Molert, akivel öt gyermekük született.

## Pályafutása

### Szövetségi karrier
1939-ben Franklin D. Roosevelt kinevezte a polgárjogi bizottság tagjának, Adolphus Andrews altengernagy alatt a parti őrség személyi igényeit mérte fel. A Hoover-bizottság tagjaként a szövetségi kormány 1940-es és 1950-es évekbeli működését vizsgálta, 1971-ben pedig a Fehér Ház idősödésügyi konferenciáját vezette.
A társadalombiztosítás javításáért indult bizottság társalapítója, valamint 1957-ben és 1994-ben is megkapta az Elnöki Szabadság-érdemrendet.

### Miniszterként
1958 ás 1961 között az USA egészségügyi, oktatási és jóléti minisztere volt. 1959 november 19-én bejelentette, hogy egyes áfonyaszállítmányokban amitrolt (gyomirtót) találtak; ugyan az értékesítést nem tiltották meg, de figyelmeztetett az eredet ellenőrzésének fontosságára. Mindezt 17 nappal a hálaadás előtt jelentette be, de szerinte „nincs joga visszatartani az információt”.
Az áfonyaforgalom visszaesését követően 1960 januárjában az élelmiszerügyi hivatal kijelentette, hogy a szállítmányok 99%-a nem szennyezett. Az Ocean Spray forgalmazó kérésére a termesztők felhagytak az amitrol használatával, és a cég hosszabb távon népszerűvé tette az áfonyalevet.
1961. január 19-én, Eisenhower megbízatásának lejártakor lemondott, majd a polgárjogi bizottság elnöke lett.

### Rektorként
Franklin D. Roosevelttől követelte az American University közszolgálati képzésének finanszírozását, melynek első igazgatója volt. Ő volt az Ohiói Wesleyan Egyetem első nem felszentelt rektora. Kormánytagként az 1949-es rektori beiktatása nagy figyelmet váltott ki.
1961 és 1968 között az Oregoni Egyetem rektora volt. Regnálása alatt a hallgatói létszám 8-ról 14 ezerre emelkedett, továbbá biztosította, hogy a kommunisták beszédet tarthassanak az egyetemen és forrásokat szerzett az Autzen Stadion felépítésére.
1968 és 1971 között a Macalaster Főiskola vezetője volt, ahol hallgatói segélyprogramot indított, valamint szoros kapcsolatot ápolt a fekete bőrű hallgatókkal, még egy diszkrimináció-ellenes felvonulásukon is részt vett.

## Halála
1996. szeptember 7-én, 91 éves korában hunyt el veseelégtelenségben egy virginiai idősotthonban. Nyughelye a szülővárosában, Kingstonban található Montrepose temetőben van.

## Fordítás
- Ez a szócikk részben vagy egészben  az   Arthur Flemming című angol Wikipédia-szócikk ezen változatának fordításán alapul.  Az eredeti cikk szerkesztőit annak laptörténete sorolja fel. Ez a jelzés csupán a megfogalmazás eredetét és a szerzői jogokat jelzi, nem szolgál a cikkben szereplő információk forrásmegjelöléseként.